# Kurjakovići
Kurjakovići, hrvaška plemiška rodbina, ki je izumrla leta 1531.
Kurjakovići so svoje posesti na Krbavskem polju širili v Liko in Karlobag ter v porečje Zrmanje in Krke. Sprva so se močno upirali centralizacijski politiki anžujskih ogrsko-hrvaških kraljev, potem pa, ko so jih ti pokorili, so sodelovali z dvorom v obojestransko korist. Gospodarsko jih je prizadelo omejevanje priobalne plovbe po Jadranu, potem ko so Benečani postali gospodarji Dalmacije, ob koncu 15. stoletja pa vse pogostejši turški vpadi. Turki so postopoma zavzemali njihove posesti. Zadnji Kurjaković, Ivan Karlović, si je kot hrvaški ban zelo prizadeval za boljšo organizacijo obrambe proti Turkom.

## Prvi knezi Kurjakovići
Kurjakovići so plemiška rodbina iz "plemena" Gusićev (eno od dvanajstih hrvaških plemen). Ime so dobili po njihovem začetniku, Kurjaku, ki je bil v virih prvič imenovan leta 1298 kot krbavski knez (comes Curiacus) in je imel v dedni lasti Krbavsko županijo. Kurjak je imel sinove Budislava (†1346), Pavla (†?) in Grgurja (†~1360), ki so na začetku 14. stoletja opravljali različne službe za bane Šubič-Bribirske, Pavla I. in Mladena II. Svojo posest so razširili na Bag (Karlobag), Obrovac in Zvonigrad na Krki. Do polovice 15. stoletja najdemo med njihovimi posestmi tudi županije Hum, Nebljuh, Bužane, Lika in Odorje na Zrmanji.

## Nasprotovanje kralju
Bratje Kurjakovići so se leta 1322 pridružil hrvaškim plemičem in slavonskemu banu, ki so nasprotovali hrvaško-dalmatinskemu banu Mladenu II. in ga pri Blizni premagali. Po Mladenovem porazu so podprli kneza Nelipca II. Nelipića, ko je ta zavzel kraljevo mesto Knin in ga je v naslednjih letih obranil pred napadi nasprotnikov, kraljevih zaveznikov (knezi Bribirski, knezi Krški, mesto Zadar, hrvaški in slavonski ban). 
Kot največji nasprotnik ogrsko-hrvaškega kralja med Kurjakovići je bil poznan Kurjakov sin Grgur. Povezoval se je z Benečani in je po smrti kneza Nelipca Nelipčića (1344) spodbujal svojo sestro, Nelipčevo vdovo Vladislavo, k obrambi pred mladim ogrskim kraljem Ludvikom I., ki je leta 1345 oblegal Knin. Kurjakovići so se uklonili kralju šele potem, ko je Ludvik I. Grgurja prijel in ga odpeljal s seboj na Ogrsko, kjer je v gradu Levi verjetno okrog leta 1360 umrl. 

## Sodelovanje s kraljem
Oba Grgurjeva sinova, Budislav (†1376/84) in Gjuro (†1394) pa sta dobro sodelovala z dvorom. Gjuro (†1394) je bil kaštelan v kraljevi Dobri Kući (utrjen grad s prigrajskim naseljem) v županiji Križevci; leta 1358 je prejel v zastavo istrski grad Rašpor, 1385 je bil svetovalec kraljice Marije in njen poslanec na francoskem dvoru in nazadnje pristaš in poslanik bosanskega kralja Stjepana Tvrtka I.; bil je brez naslednikov. Budislav (†1376/84) je dobil leta 1379 od kralja Ludvika I. posest Zákány na Dravi. Kralj Sigismund je to posest potrdil tudi Budislavomenu sinu Nikoli Zákánskemu (†~1436). Nikolov sin Ladislav (†1458) je bil zadnji moški potomec te rodovne linije
Butko (†1401), sin Budislava (†1346), je kot pristaš kralja Sigismunda Luksemburškega leta 1487 pomagal reševati kraljico Marijo iz ujetništva. V letih 1393-94 je bil imenovan za bana Hrvaške in Dalmacije. Skupaj z brati je leta 1397 Obrovcu zagotovil privilegij svobodnega mesta. Tudi njegova brata Toma in Nikola sta se uveljavljala v hrvaški javnosti. Sin slednjega, Nikola, je v obdobju 1388-1418 nekajkrat opravljal dolžnost magistra kraljičinih in kraljevih tavernikov (visokih uradnikov). V letih 1410-11 je bil ban Hrvaške in Dalmacije.

## Pritiski Benečanov in Turkov
Potem ko so Benečani od Ladislava Neapeljskega kupili njegove pravice do Dalmacije (1409) in je Dalmacija postopoma prišla pod njihov nadzor, so začeli ovirati hrvaško trgovino ob jadranski obali. To je prizadelo tudi Kurjakoviće, saj je izvoz blaga preko njihovih pristanišč Obrovac in Bag (Karlobag) v 15. stoletju skoraj zamrl. Kurjakovići so se Benečanom skušali maščevati z ropanjem.
Koncem 15. stoletja so krbavske posesti Kurjakovićev vse bolj ogrožali turški vpadi. Krbavska bitka (1493) se je odvila na njihovem ozemlju pri Udbini. V bitki je padel tudi Karel Kurjaković, takratni krbavski knez. Njegova vdova, kneginja Doroteja iz rodbine Frankopanov, je morala odtlej plačevati Turkom letni davek 1000 dukatov.

## Ivan Karlović
Zadnji potomec krbavskih Kurjakovićev je bil Karlov in Dorotejin sin, Ivan Karlović (†1531). Sprva se je (1506) bojeval na strani Maksimilijana I., ki je vdrl v Ogrsko, da bi si s silo izsilil priznanje pravice do ogrskega prestola. V Maksimilijanovi vojni proti Benečanom (1508) je bil na strani Benečanov. Pred odhodom na to vojno je s svakom Nikolo IV. Zrinskim sestavil pogodbo o medsebojnem dedovanju v primeru, da ne bosta imela potomcev; v pogodbi je omenjenih 22 mest-utrdb, ki jih je tedaj še imel v posesti v Liki, Krbavi in kninski županiji.
Že leta 1514 so Turki vdrli v Liko in Krbavo in s svojim ropanjem uničevali Kurjakovićeve posesti. Ivan je poskušal trdnjave prepustiti Benečanom, a jih niso hoteli sprejeti. V letih 1521-24 je kot ban Hrvaške, Dalmacije in Slavonije poskušal vse, da bi zagotovil več denarja za obrambo, pri kralju, pri Benečanih in na zboru plemičev v Križevcih leta 1523. Ker ni uspel (nekaj denarja so mu obljubili samo Benečani), se je naslednje leto odpovedal banskemu položaju.
Ivan je na cetinskem saboru (1. januarja 1527) podprl izvolitev Ferdinanda Habsburškega za hrvaškega kralja. V bojih s Turki je izgubil vso svojo dediščino, pridobil pa je (1527) nove posesti: Medvedgrad nad Zagrebom, Rakovec v križevški županiji in Likavac v Turopolju.
Ivan je bil leta 1527 ponovno imenovan za bana, skupaj s Franjo Batthyányjem. Ivan I. Zapolja, Ferdinandov protikralj, je za hrvaško-slavonskega bana in vrhovnega poveljnika svoje vojske imenoval Krsto Frankopana Brinjskega. Ivan se je skušal izogibati bratomorni vojni, ki je izbruhnila, in je prispeval k sklenitvi miru leta 1530.
Ivan ni imel naslednika; tako so posesti Kurjakovičev po njegovi smrti leta 1531 podedovali knezi Zrinski.